# Lichtenplan voor de Beneden-Eems

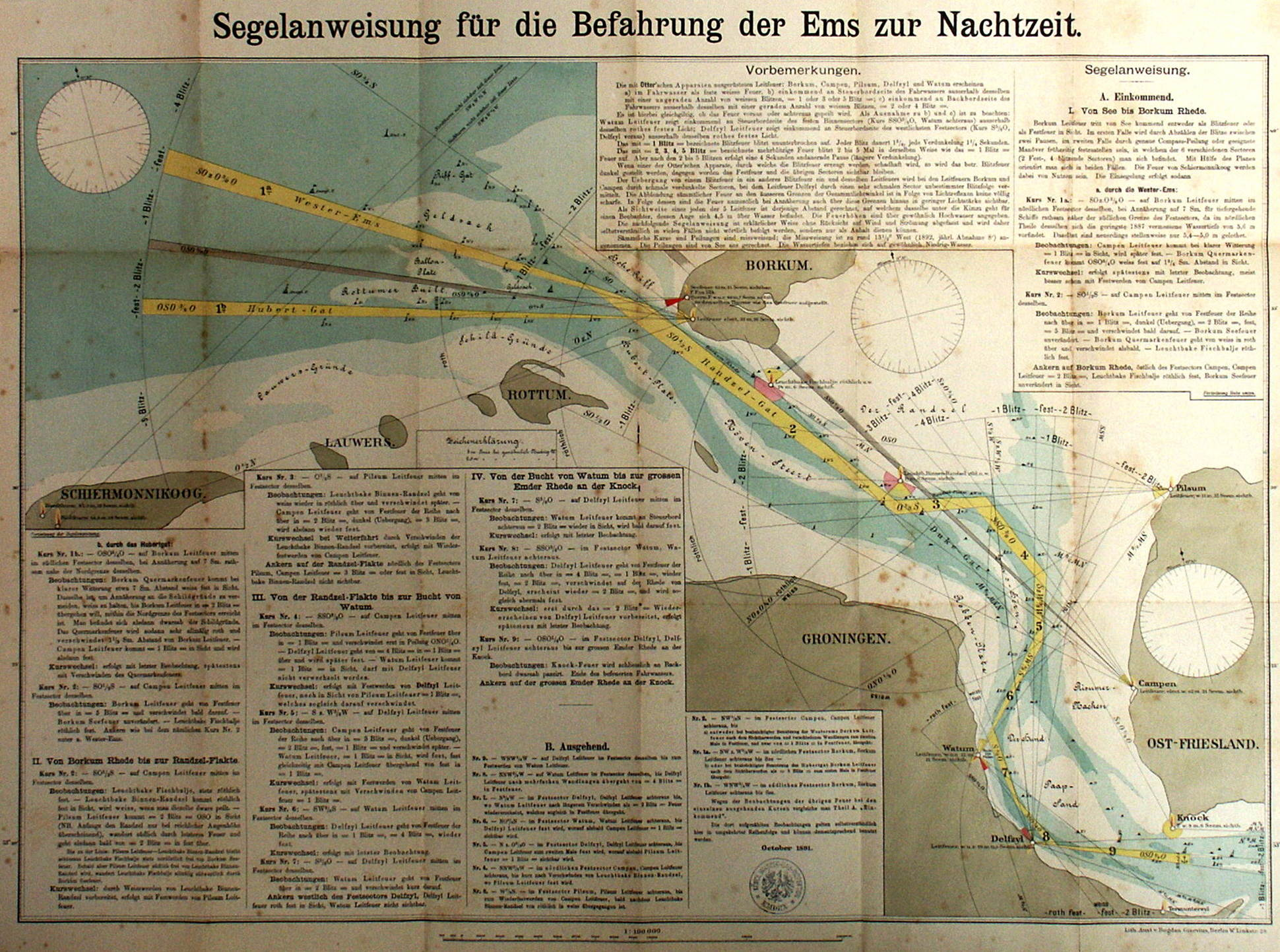
Zeilaanwijzing uit 1891 voor het bevaren van de Eems bij nacht

Het Lichtenplan voor de Beneden-Eems (Duits: Beleuchtung der Unter-Ems) was een Pruisisch-Nederlands plan om de Eems vanaf zee tot aan de rede van Emden tijdens de nacht bevaarbaar te maken voor zeeschepen. Het plan werd aan het einde van de 19e eeuw opgesteld en omvatte een vijftal vuurtorens en twee verlichte bakens.

## Achtergronden en noodzaak
De rivier de Eems ontspringt in het Teutoburgerwoud in de huidige Duitse deelstaat Noordrijn-Westfalen en loopt langs Leer uit in de veel bredere Dollard, een zeearm van de Waddenzee. Daar splitst de waterweg zich in twee zeegaten die aan weerszijden van Borkum uitkomen op de Noordzee. De Oostereems is de oostelijke benedenloop van de rivier. Het westelijke zeegat, de Westereems, ten westen van Borkum, is de aanlooproute voor het lichtenplan. Beide zeegaten worden door de Randsel, het Borkummer-rif en Borkum van elkaar gescheiden. Vanwege de drift van de diverse zandbanken, die tot ver in de Noordzee liggen, vereist het opvaren van de Westereems veel voorzichtigheid. Tot het einde van de 19e eeuw was de Eems 's nachts bij gebrek aan verlichting voor de zeescheepvaart te gevaarlijk om te bevaren. Mede door het gereedkomen van het Eemskanaal in 1877, waarmee er een nieuwe vaarroute naar de havenstad Groningen ontstond, nam het scheepvaartverkeer op de Eems toe en daarmee de noodzaak om de toegankelijkheid van het achterland te verbeteren. De Nederlandse en Pruisische regeringen besloten in 1883 om een conferentie te beleggen om de situatie aan te pakken.

## De conferentie te Emden: het Lichtenplan voor de Beneden-Eems wordt opgesteld
Op 1 maart 1883 kwamen de diplomaten in Emden bijeen en werd er een plan opgesteld voor de verlichting van de Beneden-Eems. Vanaf zee tot aan de rede van Emden zou het scheepvaartverkeer doorlopend begeleid worden, door het licht van een vijftal vuurtorens.  Drie van de vijf vuurtorens zouden op Pruisisch grondgebied komen te staan, namelijk een tweede vuurtoren op Borkum, een bij Campen en een bij Pilsum, en twee op Nederlands territorium: die van Watum en die van Delfzijl. Naast vuurtorens werden er twee verlichte bakens op De Randsel geplaatst. Het scheepvaartverkeer werd met dit lichtenplan vanaf zee via het Randselgat richting de bocht van Watum onder de Nederlandse kust geleid. Via Delfzijl en Knock kon de scheepvaart vervolgens Emden bereiken.
De kosten van het realiseren van het plan zouden volgens een traktaat door beide regeringen gedeeld worden en werden begroot op 524.987 mark.

## Het principe: het stelsel van Von Otter

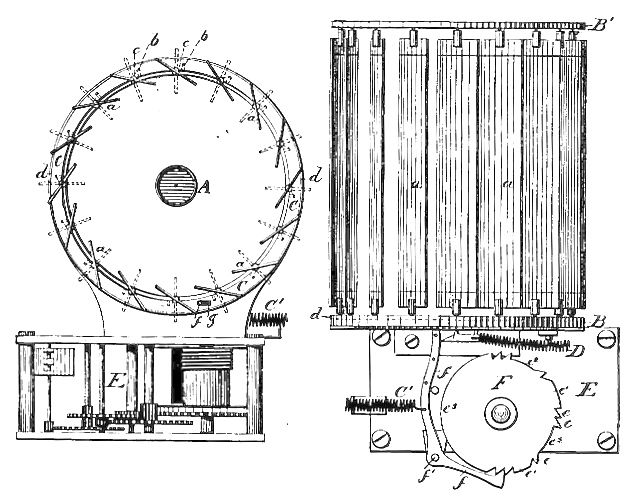
Technische tekening van een otter-apparaat

De vuurtorens van het Lichtenplan voor de Beden-Eems werden uitgevoerd met sectorlichten volgens het stelsel van de Zweedse admiraal C.G. von Otter. Dit hield in dat door het gebruik van speciale sectorlichten de vaargeul aangegeven werd door een vast wit geleidelicht. Het witte licht werd gekozen omdat het beter zichtbaar is dan gekleurd licht.
Zodra een schip buiten de vaargeul geraakte, kwam het in een sector met groepsschitterlicht dat door een zogenaamd otter-apparaat werd opgewekt. 
De duur van een schittering was 1 3/4 seconde waarna het licht 1 1/4 seconde verduisterd werd (totaal 3 seconden). Aan het aantal schitteringen kon men zien aan welke kant men van het vaarwater zat. Voor een schip dat vanaf zee kwam was de situatie als volgt: gaf de vuurtoren een oneven aantal schitteringen, dan zat men aan stuurboord -dus rechts- van het vaarwater; zat men aan bakboord -links- van het vaarwater, dan gaf de vuurtoren een even aantal schitteringen. 
Een vuurtoren kon meerdere geleidelichten hebben om het vaarwater aan te geven. Stonden twee geleidelichten onder een kleine hoek, dan werden ze uit elkaar gehouden door een kleine donkere sector. In het lichtenplan waren twee donkere sectoren opgenomen; een op de vuurtoren van Borkum en een op die van Campen.

## De vuurtorens en lichtopstanden van het plan
Hier volgen de vuurtorens op volgorde van passage van zee tot aan de rede van Emden:

### Kleine vuurtoren van Borkum

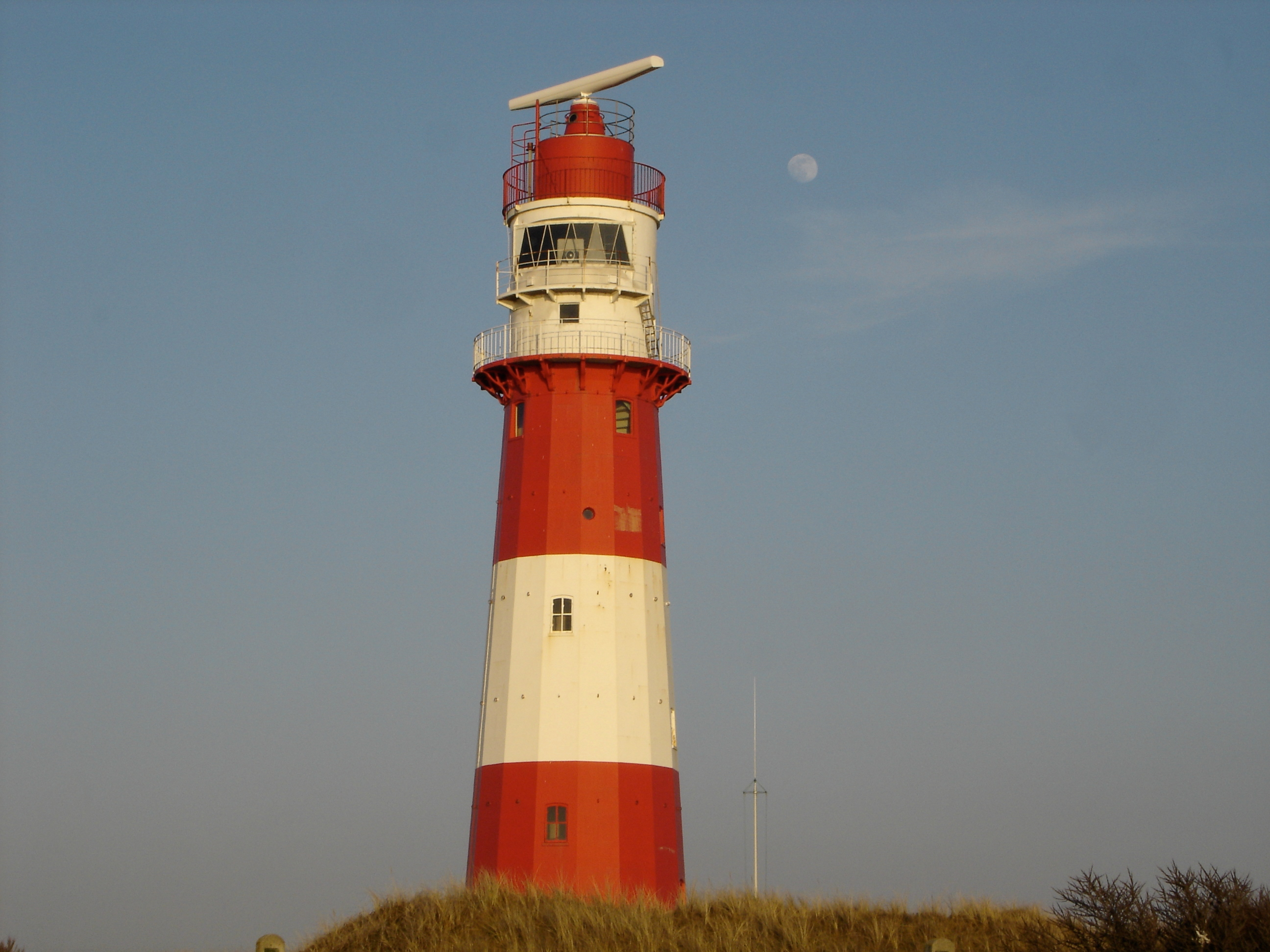
Kleine vuurtoren van Borkum

De kleine vuurtoren van Borkum werd in de periode 1887 - 1889 als eerste gebouwd. Het was de eerste elektrische vuurtoren in Duitsland en werd officieel op 1 oktober 1891 in bedrijf genomen. De toren had een lichthoogte van 32 m. en een reikwijdte van 16 mijl. De toren werd in de zomer van 2003 buiten dienst gesteld.

### De lichtopstanden op de Randsel
Op de zandplaat de Randsel werden twee lichtopstanden gecreëerd: de lichtopstand Fischerbalje en de lichtopstand Binnenrandsel.

### Vuurtoren van Pilsum

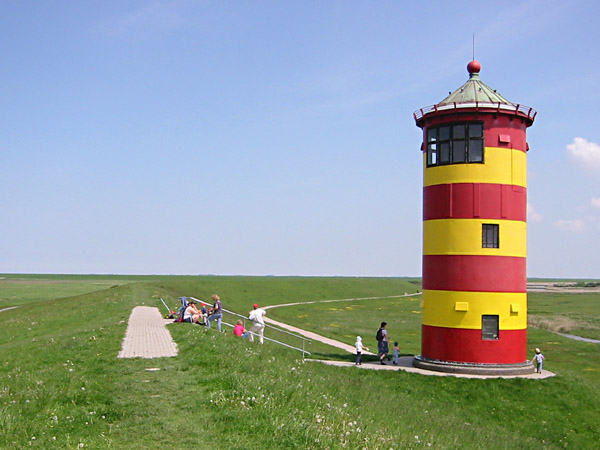
Vuurtoren van Pilsum

De vuurtoren van Pilsum is een ijzeren vuurtoren en dateert uit 1890. De toren is 11 meter hoog en had een reikwijdte van 12,4 mijl. De vuurtoren was tussen 1 oktober 1891 en 1915 in bedrijf. Als gevolg van zandafzettingen en verschuiving van de vaargeul werd de toren in 1915 definitief buiten gebruik gesteld. De fundering is in de zeedijk bij Greetsiel gebouwd en de toren is geel-rood geschilderd.

### Vuurtoren van Campen

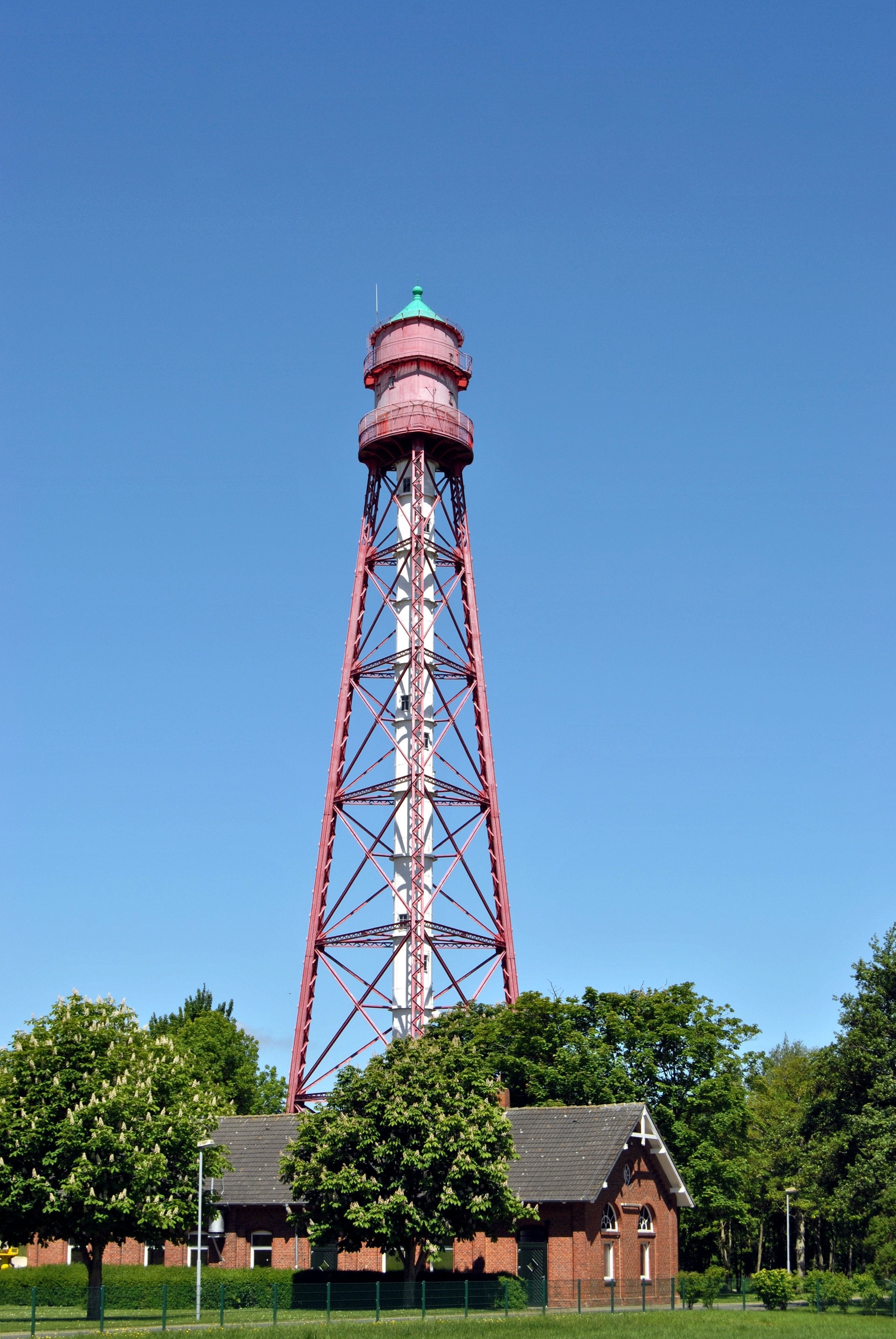
Vuurtoren van Campen

Ten westen van Campen aan de zeedijk werd in 1889 de vuurtoren van Campen gebouwd en is sinds 1891 in gebruik. Met een hoogte van 65,3 meter is hij de hoogste vuurtoren van Duitsland. De lichthoogte van de vakwerktoren bedraagt 57 meter en het licht heeft een reikwijdte van 20 zeemijl.

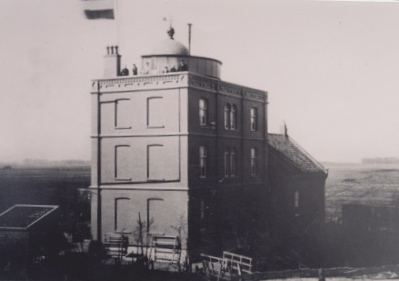
De vuurtoren van Watum met vuurtorenwachterswoning

De vuurtoren van Watum, ook bekend als de Tweede Vuurtoren, stond ten zuidoosten van Garbendeweer, aan de Bocht van Watum ten noordwesten van Delfzijl aan de Eemsmonding in de provincie Groningen.  De vuurtoren werd gebouwd in 1888 en bood onderdak aan twee gezinnen: die van de lichtwachter en de hulplichtwachter. Enkele jaren later werd er aan de toren een woning aangebouwd waar een commies en zijn gezin in kwam te wonen. Deze commies was belast met het toezicht op de Eemsmonding, waar destijds veel gesmokkeld werd van en naar Borkum en het Duitse vasteland.
Tijdens de oorlog werd de Vuurtoren van Watum op last van de bezetter gedoofd. De werkzaamheden bleven beperkt tot het in goede staat houden van het mechaniek. Bij de bevrijding van Delfzijl werd de toren verwoest door een bombardement door geallieerde vliegtuigen. De toren kreeg twee voltreffers, waardoor de bovenopbouw compleet werd weggeslagen; de roodkoperen koepel van de lichtinstallatie lag verderop in de tuin.
Na de bevrijding werd de toren afgebroken en werd het kustvuur opgeheven: twee kleine vuurtjes namen de taak over.

### Vuurtoren van Delfzijl
De in 1940 verloren gegane vuurtoren van Delfzijl is gebouwd in 1888, tegelijk met de vuurtoren van Watum aan de Eemsmonding. De torens waren identiek en weken behoorlijk af van de klassieke vuurtoren. Het waren stevige gebouwen, die in de bouwtraditie van die tijd pasten. Ze waren 10,5 meter hoog. De indeling was functioneel en er was plaats voor twee gezinnen van vuurtorenwachters. Die konden vanuit hun dienstwoning de lantaarn rechtstreeks betreden om het gaslicht 's nachts brandend te houden.

### Overige vuurtorens bruikbaar voor de navigatie op de Beneden-Eems
Alhoewel ze geen deel uitmaken van de geleidelichten die de vaarweg markeerden, waren ook de lichten van de Grote vuurtoren van Borkum en de Vuurtoren van Knock bruikbaar voor de navigatie tijdens de nacht.

## Teloorgang van het Lichtenplan
Aan het einde van de Tweede Wereldoorlog kwamen beide Nederlandse torens aan hun einde. De toren in Delfzijl werd door de Nederlandse troepen in brand gestoken tijdens de Duitse aanval op Nederland in 1940. Ter vervanging verrees in 1949 een nieuwe Delfzijlster vuurtoren. De Vuurtoren van Watum werd vervangen door een lichtbaken, dat er tegenwoordig ook niet meer is. Als gevolg van verzanding wordt zelfs de Bocht van Watum niet meer betond en verloopt het scheepvaartverkeer door het Oostfriesche Gaatje. Het verschuiven van de vaargeul speelde ook de andere vuurtorens parten, het merendeel verloor zijn functie en is thans een toeristische trekpleister.